# Васи
Васи (яп. 和紙) — традиционная японская бумага. Производится из волокон коры гампи (так называется несколько видов викстремии), эджвортии золотистоцветковой (Edgeworthia chrysantha, в Японии называется мицуматой) или бруссонетии бумажной. Более дешёвые сорта бумаги могут производиться из бамбука, пеньки, риса и пшеницы. Часто её ошибочно называют «рисовая бумага».

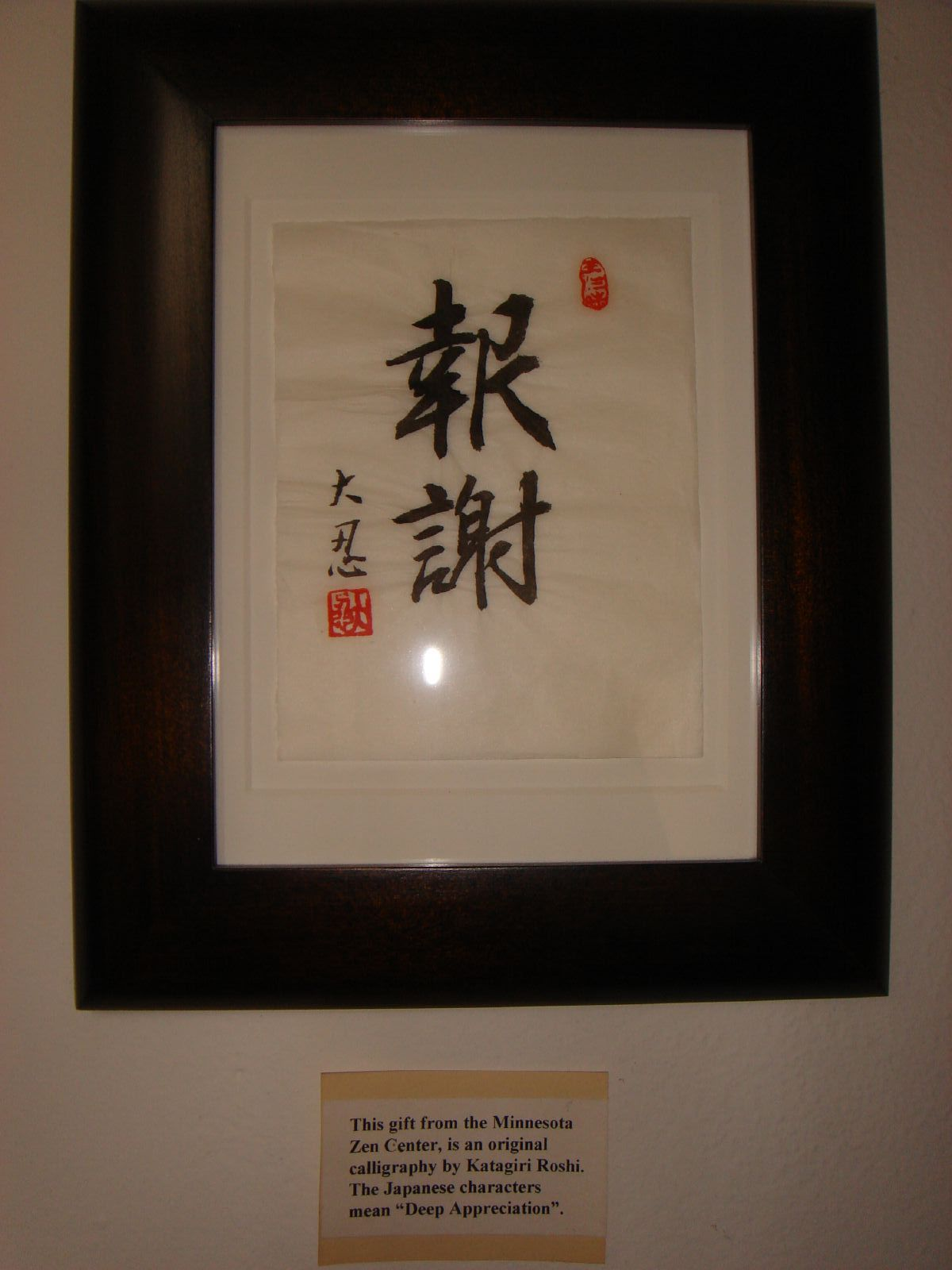
Каллиграфия на бумаге васи

Отличается высоким качеством: прочностью (практически невозможно порвать руками), белым цветом, а также характерной неровной структурой.
Использовалась для письма, оригами, оклеивания раздвижных дверей в традиционных японских домах (сёдзи), из неё делали одежду, украшения миокури (яп. 見送り) (или «васи-кандзаси») для дебюта учениц гейш, трафареты для окрашивания тканей, зонтов и не только. Сейчас используется, в основном, для японской каллиграфии.
Во время Второй Мировой Войны из васи изготовлялись оболочки трансконтинентальных аэростатов-бомбардировщиков «фусэмбакудан», запускаемых через Тихий Океан на территорию США с помощью струйных течений.
В 2014 году васи стала одним из объектов нематериального культурного наследия ЮНЕСКО.